# Heinz Billing
Heinz Billing (Salzwedel, 7 de abril de 1914 – Garching bei München, 4 de janeiro de 2017) foi um físico alemão, pioneiro em construção de computadores e sistemas de armazenamento de dados.
Nascido em Salzwedel, em 7 de abril de 1914, Billing graduou-se na Universidade de Göttingen e obteve um doutorado aos 24 anos de idade. Sua tese sob Walther Gerlach foi intitulada Light Interference with Canal Rays.